# Alekszej Vasziljevics Kolcov
Alekszej Vasziljevics Kolcov (orosz nyelven: Алексей Васильевич Кольцов, Voronyezs, 1809. október 15. – Voronyezs, 1842. október 29.) orosz költő. A 19. század elején Oroszországban is a romantikus költészet állt előtérben. Puskin és Lermontov kortársa, Alekszej Kolcov volt az első, aki a nép életét népies költői formában énekelte meg.

## Élete
Autodidaktaként lett költő. Apja marhakereskedő volt, aki egy másik kereskedő írni és olvasni nem tudó leányát feleségül. Fiát már a második osztályban kivette az iskolából, mert ennyit elegendőnek talált ahhoz, hogy fia is marhakereskedéssel foglalkozzon. Egy helyi könyvkereskedő segítségével azonban a fiú könnyen jutott könyvekhez, sőt egy ismerős kereskedő fiának halálakor egy 70 kötetből álló könyvtárt is örökölt. Ezek az olvasmányok ízlését és képzeletét fejlesztették. Egy I. I. Dmitrijev nevű költő versei mély hatást gyakoroltak rá, ez első versein is erősen érződik.
Apját gyakran kellett elkísérnie a doni pusztákra, később már önállóan járt el a tanyákra, a vásárokra, így a nép szokásaival és életével közelebbről is megismerkedett. Jó hatással volt költői fejlődésére kapcsolata a helyi szeminárium egyik tanítványával, A. P. Szerebrjanszkijjal (a későbbi költővel, filozófussal), aki verses kísérleteit bírálgatta, és aki többek között [[William Shakespeare[Shakespeare]] műveivel is megismertette. Másfajta, de szintén mély hatást tett rá serdülőkori szerelme apja szobalánya iránt. Az apa azonban rossz szemmel nézte kapcsolatukat és a leányt mint jobbágyát eladta valamelyik faluba, ahol azután egy kozákhoz adták feleségül. Ennek a tragikus végű szerelemnek a fájdalma a költő több versét is áthatja (Ne énekelj, fülemüle; Első szerelem; Bánat, stb.).
Kolcov életének új irányt adott megismerkedése Nyikolaj Sztankevics egyetemi hallgatóval (1830), a haladó gondolkodású moszkvai nemesifjak egyik vezető egyéniségével. Sztankevics apjának birtoka és szeszgyára volt, ahová moslékért jártak el a helybeli állatkereskedők. A fiatal Sztankevics ott ismerte meg és pártfogásába vette az akkor már javában verselgető Kolcovot. 1831-ben meg is jelentette néhány versét a Lityeraturnaja Gazetában és bevezette őt Moszkva irodalmi köreibe, aki így Belinszkij közelébe került. A híres és szigorú irodalomkritikus erkölcsi támogatása tette lehetővé, hogy Kolcov költeményeinek első – és rövid élete során egyetlen – kis gyűjteménye 1835-ben megjelenjen.
Kolcov Sztankevics köre révén az ország több szellemi nagyságával is kapcsolatot tartott (pl. Glinka, Vjazemszkij herceg, Odojeveszkij herceg), bár Puskint csak felületesen ismerte. Előkelő ismeretségeit apja jó szemmel nézte, mert üzleti ügyeit Kolcov Szentpétervárott és Moszkvában is képviselte és sokszor kért ajánlóleveleket az üzlet érdekében. Csakis így, apja anyagi támogatásával volt lehetséges a (két) fővárosban tartózkodnia és az irodalmi körökben mozognia. 1836-ban költeményei már a legjobb irodalmi lapokban jelentek meg. 1837-ben a kor híres költője, Zsukovszkij Voronyezsben átutazóban (a trónörökös kíséretében) személyesen kereste fel.
A Belinszkijjel való sűrűbb érintkezésre második szentpétervári útja adott alkalmat. Kolcov őt tartotta egyetlen mérvadó bírálójának, kinyomtatás előtt neki küldte el verseit bírálat céljából. Puskinért rajongott és lelkes szavakkal emlékezett meg róla, miután találkozott vele Szentpéterváron. Irodalmi törekvései közben azonban állandóan anyagi gondokkal küszködött. Második szentpétervári útjáról hazatérve tüdőbaja, mely korábban is gyötörte, fokozódott. Egy házasság nélkül végződött szerelem után Kolcov a külvilág iránt, és a családja vele szemben is mind közömbösebbé vált. Betegsége egyre inkább elhatalmasodott rajta, és barátaitól elhagyva halt meg 33 éves korában.

## Költészete
Kolcov korai versei általában utánérzések, a költői tehetség első kísérletei, bár köztük is van néhány szép költemény. Később kibomlik népies lírája. Tárgyát többnyire a népi életből meríti, természeti és életképei gyakran a paraszti munkásélet idealizált ábrázolásával járnak együtt. Szép számmal vannak a valós vagy áhított szerelemről, a csalódásról vagy – sólyom alakjában – a kötelékektől való szabadulás vágyáról szóló versei is (Ne susogj, ne zizegj…; Keserű költemény; Két búcsú; Miért alszol, parasztocska?; A szántó dala, stb.). A maga korában frissnek, eredetinek ható nyelvezete, egyszerű stílusú verselése a kortárs kritika elismerését is kiérdemelte. Költeményeinek egy része filozófiai kérdésekkel is foglalkozik. Ide tartozik például a Nagy titok, Az ima és mások. Ezek a versek kevésbé sikerültek, amit magyaráz a régies, könyvízű kifejezések sokasága és Kolcov bölcseleti előképzettségének hiánya.
Dalszerű versei Oroszországban széles körben elterjedtek és közkedveltek voltak, zenei feldolgozásuk már életében elkezdődött. Több híres zeneszerző is foglalkozott velük, köztük Alekszandr Szergejevics Dargomizsszkij, Milij Alekszejevics Balakirev, Modeszt Petrovics Muszorgszkij, Nyikolaj Andrejevics Rimszkij-Korszakov. Nagyon sok versét megzenésítették, és sok dalát énekelte a nép anélkül, hogy szerzőjét ismerte volna.

## Magyarul
- Dalok; szerk. Gábor Andor, Gáspár Endre; Új Magyar Könyvkiadó, Bp., 1952